# Calm Air
Calm Air International Ltd., діюча як Calm Air, — регіональна авіакомпанія Канади зі штаб-квартирою в місті Томпсон (Манітоба), що виконує регулярні, чартерні та вантажні рейси по населених пунктах північної частини провінції Манітоба і адміністративний регіон Ківаллік провінції Нунавут.
Головними транзитними вузлами (хабами) авіакомпанії є Аеропорт Томпсон і Міжнародний аеропорт Вінніпег імені Джеймса Армстронга Річардсона.

## Історія
Авіакомпанія Calm Air була заснована в 1962 році бізнесменом Арнольдом Морбергом і його дружиною для здійснення чартерних перевезень в північній частині провінції Саскачеван. У 1976 році перевізнику перейшли права компанії Transair на виконання регулярних перевезень в провінції Нунавут, а в 1981 році — аналогічні права на рейси збанкрутілої авіакомпанії Lamb Air.
У 1987 році магістральна авіакомпанія Канади Canadian Airlines придбала 45 % власності Calm Air, проте згодом компанія викупила цю частку після визнання Canadian Airlines банкрутом і поглинання її флагманським перевізником країни Air Canada.

## Флот
Станом на грудень 2009 року повітряний флот авіакомпанії Calm Air складали наступні літаки:
- 2 Cessna 208
- 2 ATR 42-300
- 2 ATR 42-320
- 1 ATR 72-300
- 2 Hawker Siddeley HS 748 2A
- 6 Saab 340B

## Маршрутна мережа авіакомпанії

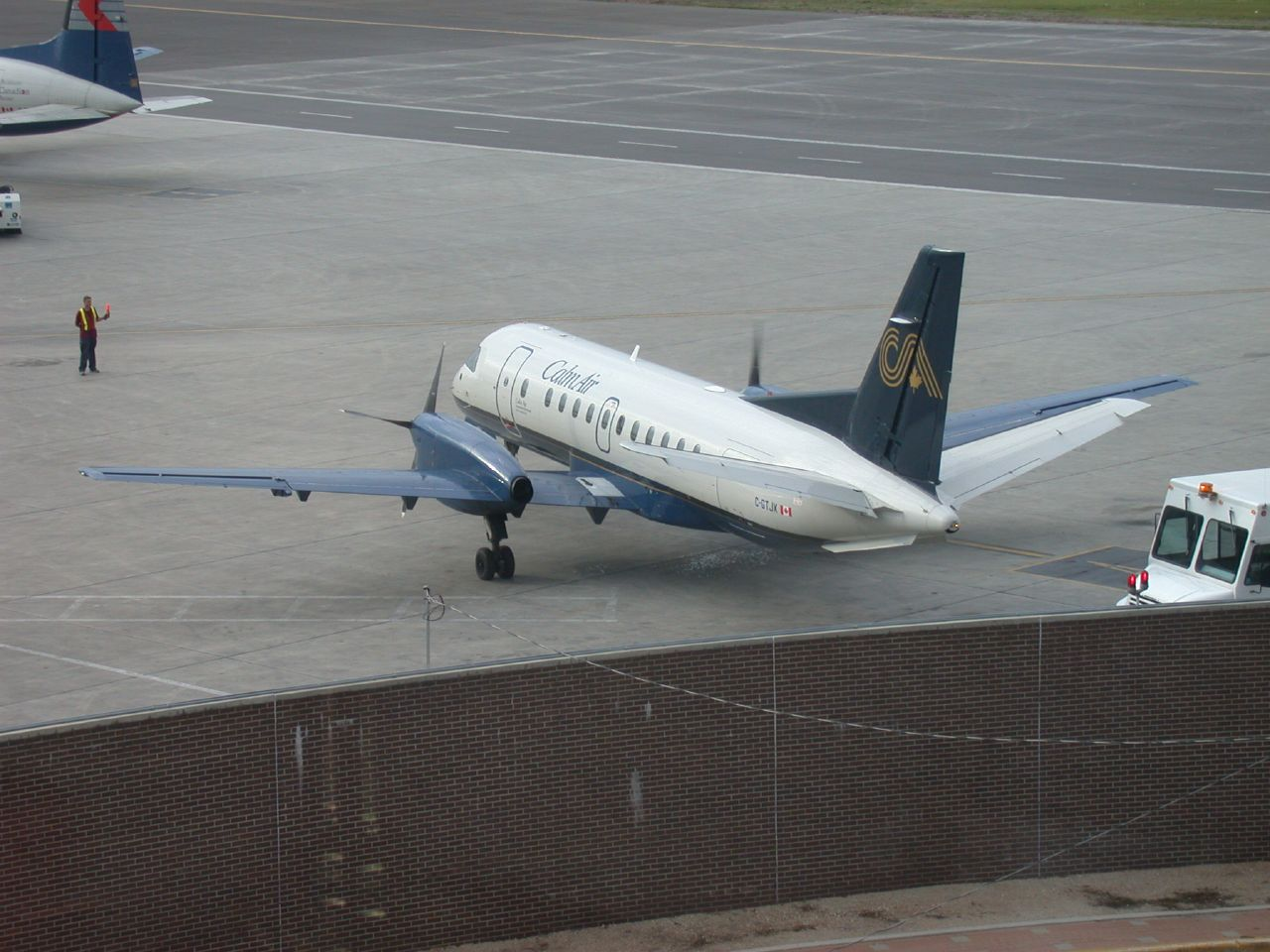
Saab 340 авіакомпанії Air Calm

Авіакомпанія Calm Air виконує регулярні рейси за наступними маршрутами:
- Манітоба
  - Черчілл — Аеропорт Черчілл
  - Флін-Флон — Аеропорт Флін-Флон
  - Гіллам — Аеропорт Гіллам
  - Шаматтава — Аеропорт Шаматтава
  - Саут-Індіан-Лейк — Аеропорт Саут-Індіан-Лейк
  - Ті-Пас — Аеропорт Ті-Пас
  - Томпсон (Аеропорт Томпсон
  - Вінніпег — Міжнародний аеропорт Вінніпег імені Джеймса Армстронга Річардсона

- Нунавут
  - Арвіат — Аеропорт Арвіат
  - Бейкер-Лейк — Аеропорт Бейкер-Лейк
  - Честерфілд-Лейк — Аеропорт Честерфілд-Лейк
  - Корал-Харбор — Аеропорт Корал-Харбор
  - Ранкін-Інлет — Аеропорт Ранкін-Інлет
  - Репалс-Бей — Аеропорт Репалс-Бей
  - Уейл-Ков — Аеропорт Уейл-Ків